# Lisa Brennauer
Lisa Brennauer (ur. 8 czerwca 1988 w Kempten) – niemiecka kolarka szosowa i torowa, złota medalistka igrzysk olimpijskich (2020), wielokrotna medalistka mistrzostw świata i Europy.

## Kariera
Pierwszy sukces w karierze Lisa Brennauer osiągnęła w 2005 roku, kiedy zdobyła złoty medal w indywidualnej jeździe na cza podczas szosowych mistrzostw świata juniorów. W 2010 roku wspólnie z Vereną Jooß i Madeleine Sandig zdobyła srebrny medal w drużynowym wyścigu na dochodzenie na torowych mistrzostwach Europy w Pruszkowie. W tym samym składzie Niemki zdobyły srebrny medal na rozgrywanych rok później mistrzostwach Europy w Apeldoorn. Ponadto Brennauer w barwach zespołu Velocio-SRAM Pro Cycling wywalczyła trzykrotnie w latach 2013-2015 złoty medal w drużynowej jeździe na czas na szosowych mistrzostwach świata. Brała także udział w igrzyskach olimpijskich w Londynie w 2012 roku, gdzie reprezentacja Niemiec z nią w składzie zajęła ósmą pozycję w drużynowym wyścigu na dochodzenie. Jej największym sukcesem jest jednak zdobycie tytułu mistrzyni świata w kolarstwie szosowym w jeździe indywidualnej na czas oraz wywalczenie srebrnego medalu w wyścigu ze startu wspólnego na mistrzostwach świata w Ponferradzie w 2014 roku.
We wrześniu 2019 roku wygrała dwuetapowy wyścig Madrid Challenge by la Vuelta.